# Alain Robbe-Grillet
Alain Robbe-Grillet (Brest, 1922. augusztus 18. – Caen, 2008. február 18.) francia író és filmrendező.

## Élete
1955-ig agrármérnök volt.
2004. március 25-én az Francia Akadémia tagjai közé választotta.

## Irodalmi módszere, jelentősége
Nathalie Sarraute-tal, Michel Butorral, Marguerite Duras-val és Claude Simonnal a francia „új regény”, a nouveau roman egyik úttörője, képviselője volt. A különböző terek és idők: a múlt emlékképei, a jelenbeli események és a jövőben várható vagy elképzelt történések keverednek egymással a regényekben. Némely bírálója szerint Poe, Kafka és Borges között „ingadozik” stílusa.

## Művei
- Les Gommes (1953) – A radírok (1975)
- Le Voyeur (1955) – A kukkoló (1992)
- La jalousie (1957) – Rések (1999)
- Dans le labyrinthe (1959) – Útvesztő (1971)
- L’année dernière à Marienbad (1961) – Tavaly Marienbadban (1970)
- La Maison de rendez-vous (1965)
- Projet pour une révolution à New York (1970)
- Le Miroir qui revient (1984) – Tükörkép (1998)
- Angélique ou l’Enchantement (1988) – Angélique avagy a bűvölet (2002)
- Un Roman Sentimental (2007) – Érzelmes regény (2009)

## Filmográfia

### Rendezőként
- 2006 Gradiva (C’est Gradiva qui vous appelle)
- 1995 Tébolyító zörejek a kék villa körül (Un bruit qui rend fou)
- 1983 A szép fogolynő (La belle captive)
- 1975 Játék a tűzzel (Le jeu avec le feu)
- 1974 Glissements progressifs du plaisir
- 1971 N. a pris les dés...
- 1970 L’éden et après
- 1968 L’homme qui ment
- 1966 Trans-Europ-Express
- 1963 A halhatatlan (L’immortelle)

## Magyarul
- Útvesztő. Regény; ford. Farkas Márta, utószó Bajomi Lázár Endre; Európa, Bp., 1969 (Modern könyvtár)
- A radírok. Regény; ford. Farkas Márta, utószó Pór Péter; Európa, Bp., 1974 (Modern könyvtár)
- A kukkoló; ford. Vargyas Zoltán; Európa, Bp., 1992
- Tükörkép. Emlékirat; ford. Fáber András; Ab Ovo, Bp., 1998
- Rések. Regény; ford. Gyárfás Vera; Noran, Bp., 1999
- Angélique, avagy A bűvölet; ford. Gyárfás Vera; Noran, Bp., 2002
- Érzelmes regény; ford. Dunajcsik Mátyás; Magvető, Bp., 2009